# Храм Деметры в Элевсине
Храм Деметры — древнегреческий храм богини Деметры, находящийся в городе Элевсин.

## История
Храм был сооружен примерно в 530 году до новой эры. В период правления римлян храм был переделан. Его изначальные архитектурные элементы напоминали архитектуру базилики. Храм Деметры представлял собой дорический периптер, который имел трехступенное основание. Размер по стилобату составлял 14,53×32,88 м, а количество колонн было традиционным и составляло 6×13. Колонны напоминали форму колонн базилики. Высота колонн составляла 6,12 м.

## Архитектура
В храме были сохранены колоннады, архитрав (точно так же как в базилике), основная часть уникальных фронтонов, напоминающие храм «С», который располагался в Селинунте. Карнизы фронтона были немного наклонены. У основания они переходили в короткие горизонтальные отрезки. Вдоль основания фронтона выносной плиты, скорее всего, не наблюдалось. За счет этого создавался эффект ещё более сильного выноса наклонной плиты. Благодаря такому сооружению фронтон храма больше напоминает щипец, нежели сама фронтон. Нижняя поверхность наклонного и горизонтального гейсона обработана кессонами. Правда, на сегодняшний день пока окончательно не сделан вывод об отсутствии карниза вдоль основания фронтонов.

## Источник
- Храм Деметры / Архитектура Древней Греции